# Заде, Лотфи
Лотфи Заде (англ. Lotfi Askar Zadeh, азерб. Lütfi Rəhim oğlu Ələsgərzadə; 4 февраля 1921, Азербайджанская ССР, Новханы — 6 сентября 2017, Беркли, Калифорния) — американский математик и логик, автор термина «нечёткая логика» и один из основателей теории нечётких множеств, профессор Калифорнийского университета (Беркли).
Предложенная Лотфи Заде «нечёткая логика» была попыткой связать математику с интуитивным способом коммуникации, к которому люди обращаются, руководствуются в общении и взаимодействуют с миром.

## Биография
Родился в селе Новханы близ Баку как Лютфи Алескерзаде (или Аскер Заде). Отец — Рагим Алескерзаде (1894—1980), журналист, — был азербайджанцем и иранским подданным родом из Ардебиля; мать — Фейга (Фаня) Моисеевна Коренман (1897—1974), врач-педиатр, — еврейского происхождения, из Одессы. Рагим Алескерзаде, чья семья происходила из города Ардебиль, был направлен в Баку в годы Первой мировой войны в качестве иностранного корреспондента еженедельника «Иран». Там он женился на студентке медицинского института Фане Моисеевне Коренман, чья семья покинула Одессу во время еврейских погромов, и в годы НЭПа занялся оптовой торговлей спичками. Семья жила в Баку на пересечении улиц Азиатской и Максима Горького.
С первого по четвёртый класс учился в бакинской русской школе № 16, в детстве много читал — как классические произведения русской литературы, так и мировую классику в русских переводах. В 1931 году семья Аскерзаде в связи со сложной экономической ситуацией в стране переехала в Иран. На протяжении восьми лет учился в Американском колледже Тегерана (впоследствии известном как Alborz — миссионерской пресвитерианской школе с обучением на персидском языке), затем на электротехническом факультете в Тегеранском университете (окончил в 1942 году). Со своей будущей женой Фаней Занд (в замужестве Фэй Заде, 1920—2017), из семьи евреев из Двинска, переехавших позже в Германию и бежавших оттуда в Тегеран после прихода к власти нацистов, познакомился ещё в школе. Много лет спустя Фэй Заде стала автором наиболее полной биографии своего мужа — «Моя жизнь и путешествия с отцом нечёткой логики». Книга, вышедшая на английском языке в 1998 году, переведена на русский язык в 2001 году.
После окончания университета работал вместе с отцом, который поставлял стройматериалы для дислоцированных в Иране американских войск. В июле 1944 года переехал в Соединенные Штаты и в сентябре поступил в Массачусетский технологический институт (в 1946 году получил диплом магистра по специальности инженера-электрика), по окончании которого поступил в аспирантуру Колумбийского университета, а после защиты диссертации в 1949 году остался там же ассистентом на инженерном отделении. Его родители в это время тоже жили в Нью-Йорке (мать работала врачом).
С 1959 года работал в Калифорнийском университете (Беркли).
В 1965 и 2008 годах посещал Баку. В декабре 2008 года, примерно через месяц после возвращения учёного из Баку в Беркли, у него случился сердечный приступ; оправившись от болезни, он вернулся к работе.
В августе 2017 года обратился с письмом в администрацию президента Азербайджана с просьбой похоронить его в Азербайджане. Скончался учёный 6 сентября 2017 года. Перед кончиной он просил, чтобы его похоронили по мусульманским обычаям с совершением погребальной молитвы. Тело усопшего было доставлено в Баку 29 сентября и похоронено на Аллее почётного захоронения. 6 сентября 2018 года на могиле был установлен памятник работы Омара Эльдарова.

## Вклад в науку
В 1965 году опубликовал основополагающую работу по теории нечётких множеств, в которой изложил математический аппарат этой теории. В 1973 году предложил теорию нечёткой логики (англ. fuzzy logic), позднее — теорию мягких вычислений (англ. soft computing), а также — теорию вербальных вычислений и представлений (англ. computing with words and perceptions).
В Google Scholar на ноябрь 2011 года зарегистрировано 88,7 тыс. ссылок на его работы, из них 26 тыс. на первую публикацию о нечётких множествах в журнале Information and Control. На октябрь 2017 года Scopus показывает 482 академические работы, ссылающиеся на 20 работ Лотфи Заде, изданных с 1950 по 1956 год и 53708 академических работ, ссылающихся на 179 работ Лотфи Заде, изданных с 1957 по настоящее время, 36165 из которых ссылаются на публикацию о нечётких множествах 1965 года.

## Награды
- Премия Хонда (1989)
- Медаль Ричарда Хэмминга (1992)
- Премия Кампе де Ферье (1992)
- Медаль Руфуса Ольденбургера (1993)
- Медаль почёта IEEE (1995)
- Премия Окава (1996)
- Медаль Эглестона (2007)
- Медаль Бенджамина Франклина (2009)
- Орден «Дружба» (7 февраля 2011 года, Азербайджан) — за выдающиеся заслуги в налаживании межкультурного диалога путём вклада в развитие науки и технологий[42]
- BBVA Foundation Frontiers of Knowledge Awards (2012)
- Золотая медаль имени Низами Гянджеви (2016)[43]
- Премия «Золотой гусь» (2018)

## Семья
- Мать — Фейга (Фаня) Моисеевна Коренман-Заде (21 августа 1897 — 17 января 1974)[44], окончила медицинский факультет Азербайджанского государственного университета в 1928 году[45]. В 1928—1931 годах проходила ординатуру в Институте охраны материнства и младенчества. В 1931 году переехала с семьёй в Иран, где организовала первую в стране детскую консультацию «Капля молока». Её стараниями американская больница в Тегеране открыла первое в стране детское отделение, которое она возглавляла десять лет. Живя в США, работала педиатром и школьным врачом.
- Жена (с 1946 года) — Фэй Заде (урождённая Фаня Занд, 1920—2017)[46][47].
  - Дочь — Стелла Заде (27 июля 1947, Нью-Йорк — 7 июня 2006, Санта-Барбара (Калифорния)) — журналистка (её муж, Дэвид Л. Герш — адвокат и известный писатель)[48].
  - Сын — Норман Заде, также известный как Норм Зада (англ. Norm Zada) (род. 1950) — специалист в области теоретической информатики, профессиональный игрок в покер, автор пособия по игре в покер, основатель и редактор журнала для мужчин «Perfect 10»[англ.][49].
- Двоюродная сестра (дочь родной сестры матери, врача Анны Моисеевны Коренман) — Джаннет Алибековна Селимова (род. 1940), режиссёр Русского драматического театра им. Самеда Вургуна, художественный руководитель Бакинского камерного театра, народная артистка Азербайджана[50][51][52][53].

## Память
- Имя Лотфи Заде носит одна из улиц города Баку[54].
- В 2021 году в Азербайджане выпущена марка, посвящённая 100-летию Лотфи Заде[55].

## Личная жизнь
По словам сына учёного, Лотфи Заде был очень хорошим игроком в теннис.
Любимыми блюдами Лотфи Заде являлись плов и шашлык. Одним же из его любимых ресторанов в Беркли был «Алборз», где он всегда заказывал «бадымджан долмасы» (баклажановую долму).

## Сочинения
- Lotfi Zadeh: From computing with numbers to computing with words — from manipulation of measurements to manipulation of perceptions in International Journal of Applied Math and Computer Science, pp. 307–324, vol. 12, no. 3, 2002.
- Заде Л. А., Дезоер Ч. А. Теория линейных систем. Метод пространства состояний = Linear system theory. The state space approach. / Пер. с англ. В. Н. Варыгина [и др.] Под ред. Г. С. Поспелова. — М. : Наука, 1970. — 703 с. : черт.
- Понятие лингвистической переменной и его применение к принятию приближенных решений = The concept of a lingustic variable and its application to approximate reasoning. / Пер. с англ. Н. И. Ринго. Под ред. Н. Н. Моисеева и С. А. Орловского. — М. : Мир, 1976. — 165 с. : ил.